# Leoš Heger
Leoš Heger (ur. 11 lutego 1948 w Hradcu Králové) – czeski polityk, lekarz i samorządowiec, parlamentarzysta, w latach 2010–2013 minister zdrowia.

## Życiorys
W 1972 ukończył studia medyczne na Uniwersytecie Karola w Pradze. Pozostał pracownikiem naukowym tej uczelni, w latach 1990–1992 pełnił funkcję prodziekana swojego wydziału i przewodniczącego uczelnianego senatu. W 1993 zatrudniony w szpitalu uniwersyteckim w Hradcu Králové, w latach 1996–2009 był dyrektorem tej placówki.
W 2002 wybrany do rady miejskiej w Hradcu Králové. W 2008 bezskutecznie kandydował do Senatu z listy Obywatelskiej Partii Demokratycznej. W 2009 dołączył do nowo powołanej partii TOP 09, w 2010 z jej ramienia uzyskał mandat deputowanego do Izby Poselskiej. W lipcu tego samego roku został ministrem zdrowia w rządzie Petra Nečasa, odszedł wraz z całym gabinetem w lipcu 2013. W tym samym roku z powodzeniem ubiegał się o poselską reelekcję.